# الحاجب (ولاية بسكرة)
الحاجب بلدية بولاية بسكرة الجزائرية.
يبعد مقرها عن عاصمة الولاية ب 12 كم، يقدر عدد سكانها ب10آلاف نسمة موزعين على أكثر من 7 تجمعات سكنية أو قرى صغيرة.تزخر المنطقة بثروة النخيل وإنتاجها للتمور من النوعية الجيدة كما يتواجد بها حمام معدني كذلك فإنها مكان مميز لعلاج أمراض الروماتيزم عن طريق الردم في الرمال.
كانت إبان ثورة التحرير مركزا مهما لتجنيد الثوار ونقطة عبور إستراتيجية.
تتوفر حاليا على فرع جامعي ومعهد لتطوير تقنيات الزراعة الصحراوية وحمام معدني وغابات نخيل جميلة ومحطة المسافرين الخاصة بالولاية.